# Флешетта
Флеше́тта (флаше́тта, от фр. fléchette, нем. Fliegerpfeil), «Стре́лка» — металлическая стрела-дротик размером с карандаш; особый тип авиационного оружия, разработанный в начале XX века и применявшийся ВВС противоборствующих сторон при атаках скоплений пехоты и кавалерии противника в боях Первой мировой войны, во время Гражданской войны в России.

## История создания и применения
В начале XX века на вооружении ряда передовых в военном отношении стран появились аэропланы. Технические возможности той, весьма примитивной по сегодняшним меркам, авиации были ограничены, однако идея поражения противника с воздуха будоражила умы военных. Почти сразу началась разработка разнообразного вооружения для самолётов, причём результаты работ варьировались от вполне перспективных до сюрреалистических. К последним военные чины Франции поначалу причислили и флешетты — новую разработку французских инженеров, небольшие металлические стрелки, которые предполагалось рассыпать над скоплениями противника с бреющего полёта. Первоначально разогнанная до скорости летящего самолёта и набирающая скорость в процессе падения, при подлёте к земле стрела обретала бы убойную силу.
Тем не менее, во Франции особого признания «стрелки» не получили. Зато новым оружием заинтересовались кайзеровская Германия и Российская империя, военная разведка которых известила свои генералитеты о флешеттах. В итоге, к началу Первой мировой войны немецкими и русскими военными инженерами были созданы несколько типов флешетт, а также пуль для сброса с аэропланов.

Наиболее удачная конструкция была создана в Германии и представляла собой металлический стержень круглого сечения размером немногим больше карандаша. С одного конца стержень заостряли, а с другого в теле стержня делали четыре продольных выемки, образующие своего рода оперение. Флешетты пачками или россыпью укладывали в специальные кассеты, подвешенные под фюзеляжем самолёта. Стрелы применяли при атаке скоплений пехоты или кавалерии с бреющего полёта или пикирования. В нужный момент кассета раскрывалась, и флешетты пачками сыпались на противника. Сброшенные с самолёта стрелы у земли обладали значительной пробивной способностью — в частности, легко пробивали деревянные доски толщиной до 1,5 сантиметров. Кроме того, падение стрел сопровождалось резким свистом, действовавшим на психику противника и пугавшим его лошадей. В ходе боёв выяснилось, что данный вид оружия весьма эффективен против открыто расположенных скоплений пехоты и в особенности кавалерии. 
Интересно, что на некоторых флешеттах имелась надпись «Invention francaise, fabrication allemande» (с фр. — «Изобретено во Франции, сделано в Германии») — своеобразный юмор немецких военных инженеров, символически возвращавших противнику его же изобретение.
Помимо германской армии, в ходе боевых действий Первой мировой войны флешетты эпизодически применяли ВВС Франции, России и ряда других стран.

## В современном оружии
Хорошие баллистические качества стреловидных боеприпасов и их высокая проникающая способность привлекают оружейников-конструкторов, в результате чего в течение последних десятков лет имеют место попытки разработки огнестрельного боеприпаса типа флешетты.

К примеру, подобный боеприпас имел советский экспериментальный автомат АО-27, разработанный конструктором Д. И. Ширяевым в 1961 году. Автомат использовал подкалиберный боеприпас с оперённой стреловидной пулей и ведущим двухсекторным поддоном, отделявшимся после вылета пули из ствола автомата. Испытания автомата показали, что благодаря большой начальной скорости пули (1060 м/с) и поперечной нагрузке автомат АО-27 имел значительное преимущество перед АК при пробитии таких преград, как окопный бруствер. Кроме того, у АО-27 отмечалось существенно меньшее в сравнении с АК рассеивание пуль при стрельбе короткими очередями из положения стоя. Однако в связи со слабым останавливающим действием стреловидного боеприпаса и высокой стоимостью патрона АО-27 не был принят на вооружение.
Схожие разработки осуществлялись и в западных странах. Так, например, австрийской компанией Steyr Mannlicher по программе Advanced Combat Rifle для Армии США была разработана винтовка Steyr ACR, а также боеприпас к ней, включавший в себя флешетту в качестве поражающего элемента.
Каждый патрон для Steyr ACR содержит стальную флешетту в специальном поддоне, утопленном в заряде пороха, находящимся вокруг флешетты. Гильза диаметром 10,4 мм и высотой 45 мм изготовлялась из пластмассы и не имела традиционного капсюля. Вместо этого использовался кольцевой воспламенитель, впрессованный в донце гильзы. Флешетта длиной 41,25 мм и диаметром 1,6 мм имела массу 0,66 грамма. Весь боеприпас в сборе имел массу 5,1 грамм, что почти в два раза было легче обычного патрона 5,56 × 45 мм
В настоящее время флешетты в качестве поражающих элементов получили распространение в боеприпасах к гранатометам различных типов. Так, для американских автоматических гранатометов Mk.19 компанией Primex Technologies разработан осколочно-фугасный выстрел M1001 HVCC со 115 стреловидными поражающими элементами.  
Боеприпас может применяться во всех гранатометах, использующих 40-мм унитарный выстрел НАТО типоразмера 40×53 мм - Mk.19, Mk.47 Striker (США), HK GMG (Германия), Vektor Y3 AGL/CG-40/AGL Striker/AS88 (ЮАР), SB LAG 40 (Испания), Daewoo K4 (Южная Корея), Howa Type 96 (Япония), УАГ-40 (Украина). M1001 HVCC производится компанией General Dynamics Ordnance and Tactical Systems. 
Более широкое распространение в боевой практике получило использование выстрелов с флешеттами к противотанковым гранатометам. К примеру, в настоящий момент зафиксировано практическое использование 84-мм выстрелов с флешеттами ADM-401 к шведскому гранатомету Carl Gustaf армией США в Афганистане. Американский солдат, у которого брали интервью о том, как в результате применения ADM-401 погибло 25 афганцев, назвал эти выстрелы “мясорубкой” (“the meat grinder”).  
Выстрел ADM-401 был разработан для ведения оборонительного боя в тяжёлых городских условиях или в джунглях. Поражение осуществляется готовыми поражающими элементами (ГПЭ), представляющими собой флешетты. Каждый выстрел ADM-401 несёт в себе примерно 1100 таких готовых элементов. Взрывчатого вещества в гранате нет, поэтому вылет флешетт осуществляется за счёт давления пороховых газов порохового заряда выстрела. Также за счёт них из ствола выталкивается и пустой корпус гранаты выстрела ADM-401. Разлет готовых поражающих элементов в момент выстрела осуществляется в форме конуса, диаметр основания которого на дальности 100 м составляет примерно 10-12 м. При этом в среднем на каждый квадратный метр в зоне поражения приходится по 5-10 стрелок, что обеспечивает высокую эффективность поражения живой силы противника.
Продажа на экспорт этих боеприпасов, одобренная шведским Агентством по нераспространению и экспортному контролю (Inspektionen for strategiska produkter – ISP), вызвало острую дискуссию в обществе и на международном уровне. Председатель Шведского общества мира и арбитража (Svenska Fredsoch skiljedomsförening) Анна Эк заявила:
«Я считаю совершенно предосудительным тот факт, что Швеция производит и экспортирует такие виды оружия. Это нарушает содержание законов об изготовлении оружия, которые гласят, что производство только на экспорт запрещено».
Amnesty International хочет, чтобы эти боеприпасы были запрещены, и в отчете Организации Объединенных Наций говорится, что возможное использование боеприпасов должно быть расследовано. Однако, Ян-Эрик Лёвгрен, глава ISP сделал заявление, что «Это не нарушает ни одну из конвенций об оружии, с которыми согласилось международное сообщество». Лёвгрен защищал решение о разрешении их на экспорт, поскольку «несколько стран уже купили безоткатное орудие», в котором эти боеприпасы используются.
Несмотря на осуждение и противодействие международных гуманитарных организаций, эти боеприпасы по-прежнему поставляются на экспорт и представлены на официальном сайте и в каталоге 2021 года их производителя – компании Saab AB (Швеция).
Нашли флешетты применение и в артиллерийских снарядах, в качестве одной из разновидностей готовых поражающих элементов (ГПЭ), состоящих на вооружении как армии США (XM580E1) и стран НАТО, так и российской армии, стран постсоветского пространства и бывшего Варшавского договора.
На территории бывшего СССР, снаряды с флешеттами используются в следующих авиационных и артиллерийских боеприпасах:
- С-5С, С-5СБ - 57-мм неуправляемая авиационная ракета. Содержит 1000-1100 флешетт массой 1,26 г, длиной 40 мм. Снабжена дистанционным взрывателем. Применяется с подвесными ракетными блоками ОРО-57, УБ-16, УБ-32[17][18].

- С8С - 80-мм неуправляемая авиационная ракета. Содержит 2000 флешетт массой 1,26 г, длиной 40 мм. Применяется с подвесными ракетными блоками Б-8 всех модификаций. Носителями ракет С-8 в разное время являлись различные самолёты советского и российского производства — штурмовики, бомбардировщики и истребители-бомбардировщики: Су-17, Су-24, Су-34, Су-25, Су-27, Су-35, МиГ-23 и МиГ-27; ударные вертолеты: Ми-8, Ми-24, Ми-35, Ми-28, Ка-52 и Ка-50, а также бронетранспортёры и десантно-штурмовые катера[17][19].

- 100-мм – снаряд 3Ш5 «Килька-1» в составе выстрела 3УШ1. Снаряд оснащен 1800 поражающими элементами массой 1,26 г. Применяется в танках и САУ с нарезной танковой пушкой Д-10 и ее модификациями[20].
- 115-мм – снаряд 3Ш6 «Килька-2» в составе выстрела 3УШ2. Снаряд оснащен 4500 поражающими элементами массой 1,26 г. Применяется в танках и САУ с гладкоствольной танковой пушкой У-5ТС «Молот» (2А20)[21].

- 122-мм  - снаряд 3Ш1 «Лепесток-1» в составе выстрелов 3ВШ1, 3ВШ3, 3ВШ4[22][23]. Принят на вооружение в 1973 г. Снаряд оснащен 7000 поражающими элементами[24]. Применение  - гаубица Д-30, САУ 2С1 «Гвоздика» и их лицензионные и модернизированные версии[15].

- 125-мм - снаряд 3Ш7, 3Ш8 для выстрелов танковых гладкоствольных пушек 3ВШ7, 3ВШ8 - модификации танков Т-64, Т-72, Т-80, Т-90, Т-84, Т-72УА, БМ "Оплот". 3Ш7 "Ворон" - применяется в танках с гладкоствольной пушкой 2А66 (Д-91) и ее модификациями. Принят на вооружение в 1975 г. Время установки детонации механическое. 3Ш8 "Айнет" - применяется в танках с гладкоствольной пушкой 2А26 (Д-81), 2А46 (Д-81ТМ) и их модификациями. Принят на вооружение в 1988 г. Применяется с автоматическим установщиком временного интервала "Айнет" или "Калина" (Т-80У, Т-90А). Снаряды 3Ш7, 3Ш8 содержат 4700 флешетт массой 1,26 г.[25]
- 152-мм - снаряд 3Ш2 «Лепесток-2» в составе выстрелов 3ВШ2, 3ВШ5[26]. Принят на вооружение в 1975 году. Снаряд оснащен 8500 поражающими элементами[27]. Применение - гаубица 2А65 Мста-Б, пушка-гаубица Д-20, САУ 2С3 «Акация» и их лицензионные и модернизированные версии[15].

#### Сектор Газа, Ливан
Многочисленные случаи применения флешетт зафиксированы со стороны Армии обороны Израиля (ЦАХАЛ) во время действий в секторе Газа, Ливане и Сирии.
Израильская правозащитная организация "Бецелем" (B'Tselem) описывает применение флешетт как «противопехотного оружия, которым обычно стреляют из танка». Основные случаи их использования были связаны со стрельбой танков Merkava 105-мм американским противопехотным снарядом M494 APERS-T. По словам израильских военных, жертвы среди гражданского населения связаны с тем, что тысячи стрел вылетают из своего контейнера-оболочки под углом наклона, который может разбросать их далеко за пределы основной цели. Имея зону поражения примерно 300 на 100 метров, снаряды с флешеттами, выпущенные в густонаселенных палестинских районах, а также в Ливане, привели к жертвам среди гражданского населения и вызвали международное осуждение.
Несмотря на то, что эти боеприпасы не запрещены международным гуманитарным правом, но, по словам «Бецелем», «другие нормы гуманитарного права делают их применение в секторе Газа незаконным. Одним из наиболее фундаментальных принципов является обязательство проводить различие между теми, кто участвует, и теми, кто не участвует в боевых действиях, и избегать, насколько это возможно, ранения тех, кто не участвует. Из этого принципа вытекает запрет на использование неточного оружия, которое может привести к ранениям среди гражданского населения».
Законность применения боеприпасов с флешеттами была подтверждена Верховным судом Израиля в 2002 году. В 2003 году Верховный суд Израиля постановил, что применение флешетт должно ограничиваться районами, «в которых опасность для ни в чем не повинных гражданских лиц не является реальной». Однако международные эксперты оспаривают утверждение Израиля о том, что его силы приняли достаточные меры предосторожности.
ЦАХАЛ и раньше применял флешетты в Газе и Ливане. Правозащитная организация "Бецелем" задокументировала гибель девяти палестинцев в Газе от них в 2001 и 2002 годах. Эти снаряды также убили и ранили десятки мирных жителей, включая женщин и детей, в ходе конфликтов между Израилем и "Хезболлой" в Ливане.

В апреле 2008 года израильский танк выпустил снаряд в оператора агентства Reuters в секторе Газа, стрелы убили не только журналиста Фаделя Шану (Fadel Shana), но и еще восемь мирных жителей, идущих по дороге неподалёку. Шана снимал танк и заснял на камеру, как он стреляет снарядом, за долю секунды до того, как его убили. Другие гражданские лица, включая детей, были убиты и ранены тем же снарядом.
На видеозаписи инцидента ясно видно, что Фадель Шана и другие убитые и раненые не представляли никакой угрозы для солдат в танке, когда они стреляли осколочным снарядом, или для кто-нибудь еще. В Армии обороны Израиля заявили, что стрельба была оправдана, потому что военнослужащие полагали, что камера Шаны может быть оружием.
По свидетельству представителя Международного секретариата Amnesty International Донателлы Роверы (Donatella Rovera), впервые она услышала об использовании флешетт во время Войны в Газе 2008-2009 гг. Отец одной из жертв показал ей стрелу, которую извлекли из тела его сына. Затем в деревне на севере Газы она увидела флешетты, застрявшие в стенах домов, жители рассказали ей, что после нападения улица была усеяна ими. В Избат-Бейт-Хануне, утром 5 января по главной дороге было выпущено несколько снарядов с флешеттами, в результате чего два человека погибли и еще несколько получили ранения. Вафа Набиль Абу Джарад (Wafa’ Nabil Abu Jarad), 21-летняя беременная мать двоих детей, была одной из убитых. Ее двухлетний сын, находившийся в доме, был поражен флешеттой, которая застряла в его правом колене. Муж Вафы и его отец были ранены в спину и другие части тела. В деревне аль-Муграка 7 января снаряд с флешеттами попал в комнату в которой убил двух детей и взрослого.
Жертвы среди мирного населения, международное осуждение и настроения в самом Израиле привели к попыткам постепенного отказа от применения флешетт в боевых действиях. По заявлениям бригадного генерала Агая Йехезкеля (Agay Yehezkel), с 2010 года Израиль постепенно отказывается от 105-мм танкового снаряда американского производства с флешеттами в пользу разработки противопехотных снарядов (APAM-MP-T) калибра 105 мм (М117/1) и 120 мм (М329), производимых компанией Israel Military Industries (IMI). APAM-MP-T взрывается прямо над своей целью с гораздо меньшим эффективным радиусом, чем снаряды с флешеттами.
Однако, по данным Палестинского центра по правам человека (Palestinian Centre for Human Rights), 17 июля 2014 года по деревне Хузаа, расположенной к востоку от Хан-Юниса, было выпущено шесть снарядов с флешеттами. 37-летняя Нала Халил Наджар (Nahla Khalil Najjar) получила ранения в грудь.
Армия обороны Израиля не отрицала, что использовала снаряды в ходе конфликта: «Как правило, ЦАХАЛ применяет только то оружие, которое признано законным в соответствии с международным правом, и таким образом их применение полностью соответствует законам вооруженного конфликта».
Наиболее полно применение флешетт в секторе Газа рассмотрено в книге Эйтана Барака (Eitan Barak) Deadly Metal Rain: The Legality of Flechette Weapons in International Law: A Reappraisal Following Israel’s Use of Flechettes in the Gaza Strip (2001-2009). В книге также сделаны выводы для изменения международного права для ограничения применения боеприпасов с флешеттами.
Война на Украине
По сообщению украинских властей, российские войска в ходе вторжения на Украину в 2022 году применяют артиллерийские снаряды, начинённые флешеттами. В частности, такие снаряды применялись при обстреле Сумской области Украины. Украинские судмедэксперты находили флешетты в телах мирных жителей, погибших в Буче и Ирпене. По мнению военных экспертов, использование флешетт может означать, что военные пускают в ход всё, что есть у них на складах, из-за дефицита более конвенционального оружия.